# Wichtringhausen
Wichtringhausen ist ein nordwestlicher Ortsteil der Stadt Barsinghausen am Rande der Region Hannover in Niedersachsen. Durch den Ort führt die B 65, die ihn u. a. westlich mit der A2 verbindet.

## Geschichte
Erste urkundliche Erwähnung fand der Ort 1188 als „Wicmeringehusen“ in einem Lehnsregister des Mindener Bischofs.
Wichtringhausen liegt an der mittelalterlichen Handelsstraße „Hellweg vor dem Santforde“, die Hildesheim und Braunschweig mit den Städten Westfalens verband und dessen Verlauf weitgehend dem der heutigen B65 entspricht.
Das Rittergut Wichtringhausen wurde ursprünglich aus dem Besitz der Grafen von Schaumburg als Lehen vergeben. Zum Lehen gehört seit 1600 die Untergerichtsbarkeit, die zu dieser Zeit dem damaligen Lehensträger Otto von Reden übertragen wurde. Georg Reinhard Langwerth von Simmern erwarb das Gut 1743. Der hannoversche Politiker und Reichstagsabgeordnete Heinrich Langwerth von Simmern (1833–1914) setzte das Herrenhaus und die Nebengebäude grundlegend in Stand und vergrößerte das Landgut durch Arrondierungsankäufe auf 1300 Morgen. Auf ihn gehen auch die Aufforstungen zurück. Das Gut ist noch heute im Besitz seiner Nachfahren.

## Politik

### Stadtrat und Bürgermeister
Wichtringhausen wird auf kommunaler Ebene von dem Rat der Stadt Barsinghausen vertreten.

### Wappen
Der Entwurf des Wappens von Wichtringhausen stammt von dem in Gadenstedt geborenen und später in Hannover lebenden Heraldiker und Grafiker Alfred Brecht, der schon die Wappen von Aligse, Bantorf, Barrigsen und vielen anderen Ortschaften im Landkreis Hannover entworfen hat. Die Genehmigung des Wappens wurde am 20. März 1964 durch den Regierungspräsidenten in Hannover erteilt.
| Wappen von Wichtringhausen | Blasonierung: „In Schwarz über silberner Waage ein silbernes Mühleisen, begleitet von je einem goldenen Eichenblatt.“ |
| Wappen von Wichtringhausen | Wappenbegründung: Für das Wappen wurden die Farben des Familienwappens Langwerth von Simmern (Schwarz : Gold) gewählt, die Waage symbolisiert das frühere Gericht über die Orte der Börde, das Mühleisen, die Wind- und Wassermühle und die Eichenblätter sollen auf den großen Waldbestand hinweisen. |

## Kultur und Sehenswürdigkeiten
Die 1752 erbaute Galerieholländerwindmühle in Wichtringhausen brannte 1795 bis auf Mühlenturm aus und wurde im Jahr 1819 neu erstellt. 1824 versetzte man die Mühle um 50 m an den heutigen Standort. Sie wurde bis 1972 betrieben.
Das Herrenhaus des Rittergutes Wichtringhausen ist mit einem breiten Graben umgeben und vermutlich im 16. Jahrhundert errichtet worden. Das Gebäude ist im unteren Teil ein Bruchsteinmauerwerk, im oberen Teil verputztes Fachwerk. Das Gut ist von einem Park mit altem Baumbestand umgeben.

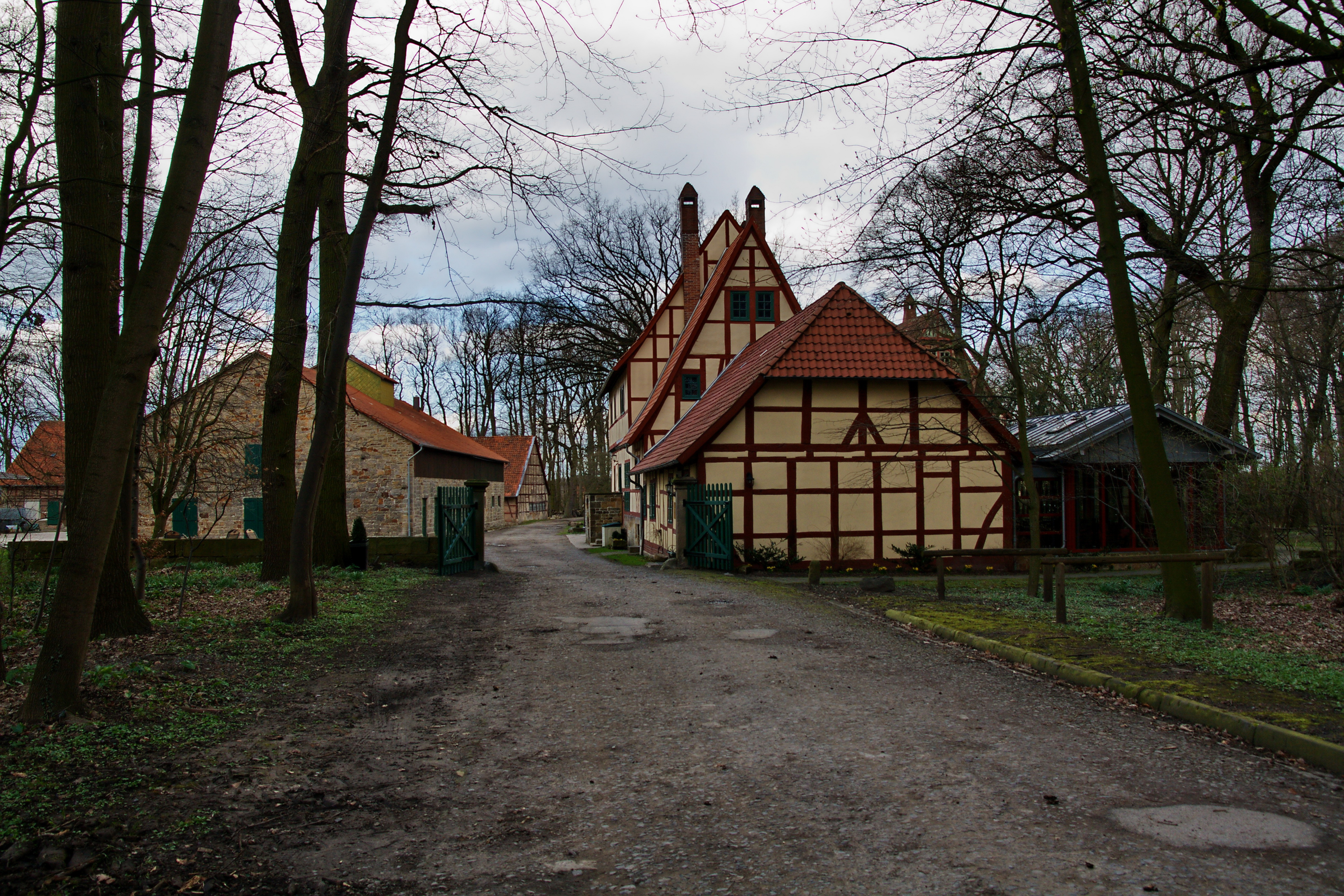
Nebengebäude des Rittergutes Wichtringhausen
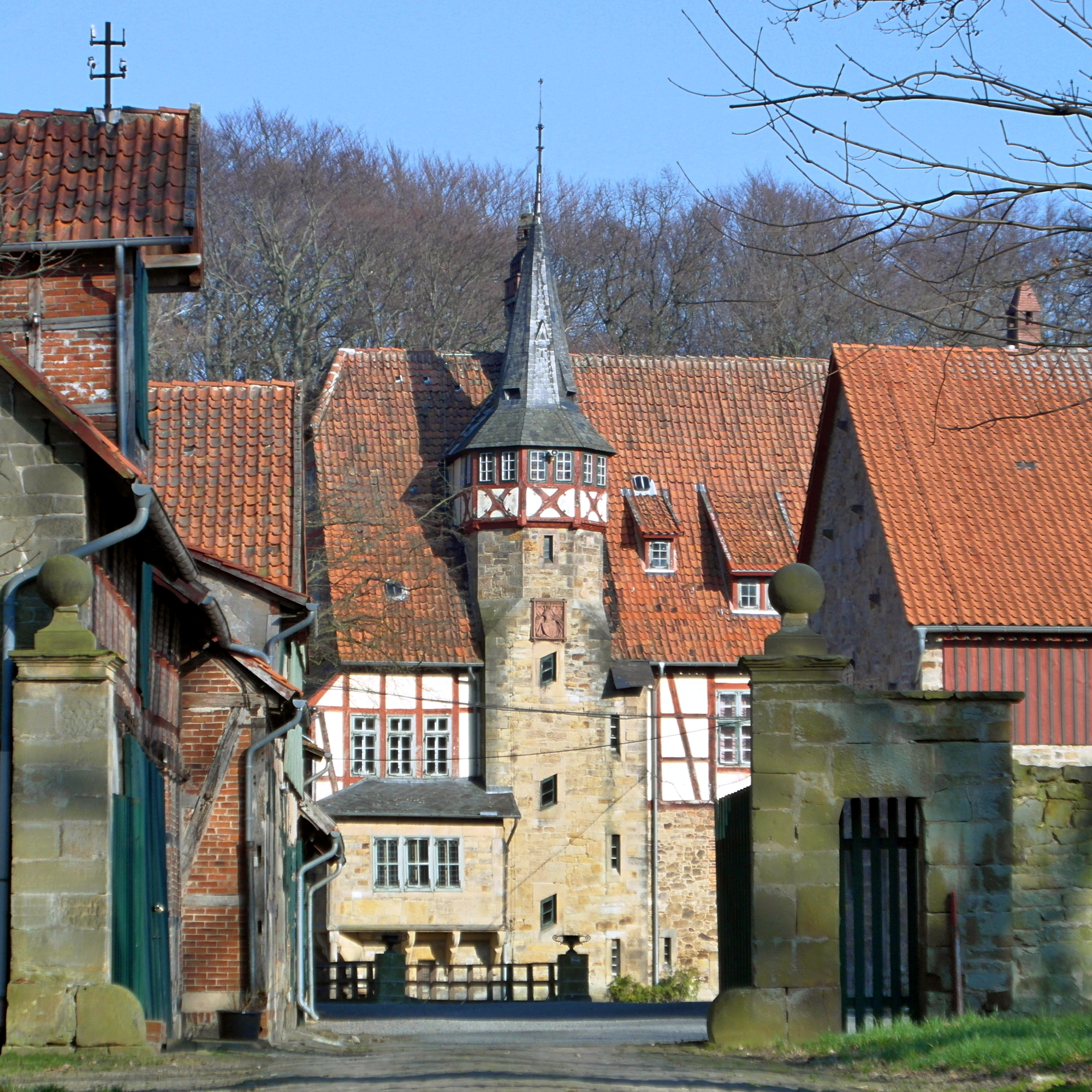
Wirtschaftsgebäude und Herrenhaus des Rittergutes

Baudenkmäler
Siehe Liste der Baudenkmale in Wichtringhausen